# Hungen
Hungen is een gemeente in de Duitse deelstaat Hessen, en maakt deel uit van de Landkreis Gießen.
Hungen telt 12.642 inwoners.

## Stadsdelen
- Bellersheim
- Hungen
- Inheiden
- Langd
- Nonnenroth
- Obbornhofen
- Rabertshausen
- Rodheim
- Steinheim
- Trais-Horloff
- Utphe
- Villingen

Allendorf (Lumda) ·
Biebertal ·
Buseck ·
Fernwald ·
Gießen ·
Grünberg ·
Heuchelheim ·
Hungen ·
Langgöns ·
Laubach ·
Lich ·
Linden ·
Lollar ·
Pohlheim ·
Rabenau ·
Reiskirchen ·
Staufenberg ·
Wettenberg